# Oikeiôsis
Oikeiôsis (en griego antiguo: οἰκείωσις, en latín: conciliatio) es un término técnico que se traduce de diversas formas como "apropiación", "orientación", "familiarización", "afinidad", "afiliación," y "cariño." Oikeiôsis  significa la percepción de algo como propio, como perteneciente a uno mismo. La teoría de  oikeiôsis  se remonta a la obra del primer filósofo estoico, Zenón de Citium.
El filósofo estoico  Hierocles lo vio como la base de todos los impulsos animales, así como la acción ética humana. Según Porfirio, "los que siguieron a Zenón declararon que  oikeiôsis  es el comienzo de la justicia".

## Etimología
Oikeiôsis  tiene sus raíces en la palabra  oikos  (οἶκος). Oikos es la palabra para hogar, casa o familia, y se puede ver en palabras españolas modernas como economía y ecología (del griego oiko- al latín clásico oeco- al latín medieval eco- ). De manera similar, el término "Oikeiotes" denota el sentido de pertenencia, lo opuesto a la alienación. El término invoca la sensación de estar "en casa", de pertenecer y, por extensión, de "familiarizarse" con algo.

## Teoría de Hierocles
En sus  Elementos de ética, el filósofo  Hierocles comenzó su relato de  oikeiôsis  mirando el comienzo de la vida de los animales. En la etapa inicial de percepción, un animal sólo es consciente de sus cuerpos y sensaciones como "pertenecientes a sí mismo", esta conciencia es el "protón oikeion", lo "primero que es propio y familiar". Esta autoconciencia es continua y depende de la percepción de objetos externos. Es por eso que según  Hierocles, los niños tienen miedo a la oscuridad, porque su débil sentido de sí mismos teme a la muerte en ausencia de entidades externas. Hierocles argumentó que el impulso de autoconservación surge de  oikeiôsis : "un animal, cuando ha recibido la primera percepción de sí mismo, inmediatamente se vuelve suyo y familiar para sí mismo y para su constitución". Al percibirse a sí mismo y familiarizarse consigo mismo, un animal encuentra valor en sí mismo y en su propio bienestar.
 Hierocles dividió las muchas formas de  Oikeiôsis  como internas y externas. Las formas internas de "oikeiôsis" incluían la apropiación del yo y de la propia constitución, las formas externas incluían la familiarización con otras personas y una orientación hacia los bienes externos. Oikeiôsis es la base de la teoría de Hierocles de los "actos apropiados" porque está en "conformidad con la naturaleza", ya que los animales utilizan la apropiación para proyectarse hacia el exterior y, por lo tanto, cuidar de los demás (como su descendencia). Los estoicos ven estos actos como un deber porque, según Cicerón, "todos los deberes se derivan de los principios de la naturaleza". En el otro trabajo ético de Hierocles, "Sobre los actos apropiados" (del cual solo sobreviven fragmentos), esbozó una teoría del deber basada en círculos concéntricos. Comenzando con el yo y luego con nuestra familia inmediata, Hierocles describió cómo los humanos pueden extender su  oikeiôsis  hacia otros seres humanos en círculos cada vez más amplios, como nuestro  ethnos y eventualmente toda la raza humana. La distancia desde el centro actúa como un estándar por el cual podemos medir la fuerza de nuestros lazos y por lo tanto nuestros deberes hacia otras personas. Hierocles argumentó que existía una necesidad ética de una "contracción de círculos", para reducir la distancia entre los círculos tanto como fuera posible y, por lo tanto, aumentar nuestra familiarización con toda la humanidad (sin dejar de mantener la afinidad más fuerte dentro de nuestro círculo inmediato).